# João Felgueiras
João Vasconcelos Baptista Felgueiras (Caldas das Taipas, 9 de junho de 1921) é um padre jesuíta português, com uma larga dedicação ao povo timorense na época das perseguições indonésias.

## Biografia
Estudou no seminário de Guimarães. Aos 21 anos foi admitido na Companhia de Jesus e aos 29 anos foi ordenado. 
Em 1971 foi para Timor para ocupar o cargo de vice-reitor do seminário da diocese de Díli. Foi professor de língua portuguesa no Externato de São José, onde ensinou muitos intelectuais timorenses atuais, como Rui Maria de Araújo. Após a invasão indonésia de 1975 decidiu permanecer em Timor, sendo vigiado pelas autoridades indonésias.
Em 2006 lançou o livro Nossas Memorias de Vida em Timor, escrito conjuntamente com José Alves Martins. A obra descreve todos os acontecimentos de Timor-Leste desde 1975 até à atualidade. 
Vive ainda em Timor, onde quer morrer.

## Distinções

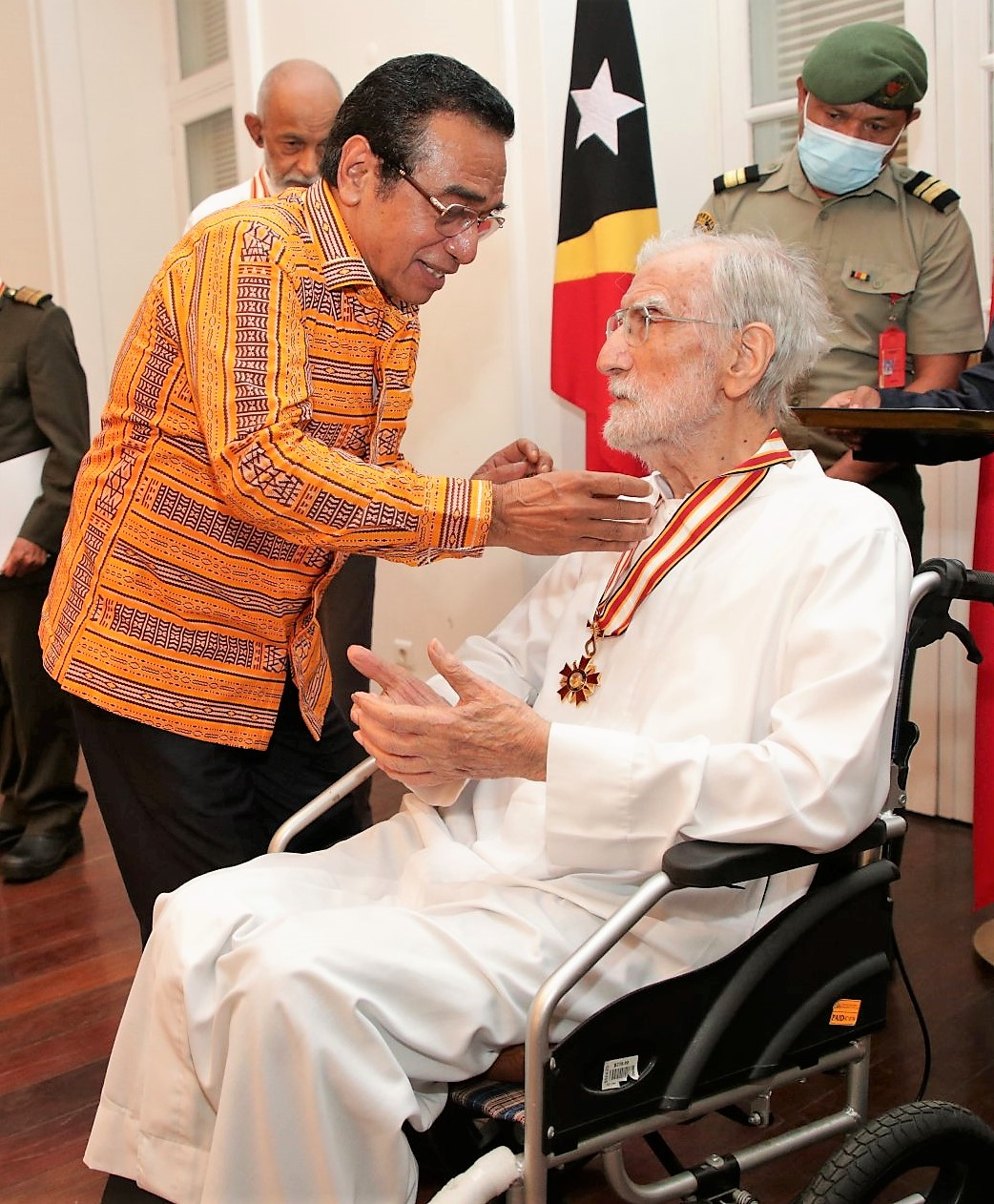
João Felgueiras recebendo a insígnia da Ordem de Timor-Leste das mãos de Francisco Guterres.

- Grande-Oficial da Ordem da Liberdade de Portugal (14 de maio de 2002)[2]
- Insígnia da Ordem de Timor-Leste (30 de agosto de 2009)[3]
- Grã-Cruz da Ordem de Camões de Portugal (20 de maio de 2022)[2]